# Školství
Školství je součást vzdělávacího systému zajišťující výchovu a vzdělávání dětí a mládeže. Zahrnuje soustavu škol a školských zařízení a lidské zdroje, tj. subjekty, které vzdělávání a výchovu přímo realizují – učitelé, nebo se podílejí na podpůrných službách školám a školským zařízením – školští pracovníci, a subjekty vzdělávané a vychovávané – žáci, studenti, svěřenci. Slovník spisovného jazyka českého uvádí, že školství je organizace a systém školní výchovy, školy jako celku.
V různých zemích světa dochází díky globálnímu propojování a dosažitelnosti informací a rychlosti komunikace k usměrňování vývoje vlastního školství a stále častěji bývají využívány poznatky o vývoji vzdělávacích systémů v jiných zemích. Aktuálně se školství ve světě ubírá směrem k začlenění školství jakožto součást veřejných služeb. Současně s tím je však nutné respektovat jedinečnost, odlišnost a specifičnost školských systémů v jednotlivých zemích. Mnoho zemí si je podobných v oblastech ekonomiky nebo organizace státu a přesto mají školské systémy velmi odlišné. Je to důsledkem rozdílného vývoje v oblastech historie, kultury, náboženství nebo například tradic. Příkladem skandinávské země zahajují školní docházku v 7 letech žáka.

## Etymologie
Slovo škola, ze kterého školství vychází, pochází z latinského slova schola, vlastně zcela původně ze středověko-latinského slova scola. Scola pochází z řeckého slova scholé, což znamená poklid, prázdno, jehož se využívalo k návštěvě filozofických škol. Schola pak již znamená vyučovací ústav, vyučování, přeneseně škola života, trpělivost, nabývání zkušeností.

## Historie školství
V historii se úzce prolínají termíny školství, pedagogika, vzdělávání. Byť se dnes chápou jako odlišné vědní disciplíny, nebylo toto rozdělení vždy tak striktní a nelze je od sebe jednoduše oddělit. V nejranějších stádiích společnosti se dá hovořit spíše o výchově. Dle Roberta Alta beztřídní společnost bez společenské dělby práce zajišťovala „jednotu výchovy rozumové, tělesné i mravní“. V procesu práce pomocí nápodoby byly děti připravovány na práci a život dospělých pomocí takzvaných iniciací. Šlo v podstatě o osvědčení stupně osvojení dovedností a vstup mezi dospělé členy.
V době rozkladu prvotně pospolné společnosti lze prvně hovořit o „institucionalizování“ výchovy. V tomto období také prvně dochází k určité profesní preferenci. Přirozená dělba práce mezi pohlavími zavádí všeobecně uznávané normy a pravidla. Okolo roku 2910 př. n. l. sumersko-akkadská kultura ovlivňovala tehdejší svět včetně starého Egypta, Číny, Indie, ale také Řecka. Babylonské chrámy byly v té době vzdělávacími i výchovnými institucemi. Oblasti vzdělávání byly velice široké a díky tomu vznikaly bohaté knihovny. Vědění obsažené v knihách se stalo výsadou privilegované kasty kněží a vladařů. V období 551–479 př. n. l. byl v Číně založen nábožensko-filozofický systém Konfucia. Ten stejně jako v Řecku Sokrates hledal poučení v rozhovorech. Konfucius zdůrazňoval význam výchovy v životě člověka, ale i její vliv na utváření charakteru jedince. Školy ve staré Číně byly soukromé a velmi konzervativní. V roce 67 n. l. byla založena první známá židovská škola učencem Josuem ben Gamlou. Prostředníky mezi kulturou Orientu a Západu se stali židovští vzdělanci.
V antické společnosti dochází k rozlišování vzdělání kultivujícího a užitečného. Kultivující vzdělání bylo výsadou vládnoucí třídy. K nejznámějším představitelům tohoto období patří Sokrates, Platón, Aristotelés. Díky racionalismu a filozofické metodičnosti se stala koncepce řecké otrokářské vzdělanosti teoretickým modelem pro pozdější vzdělávací systém v celé Evropě. Římská vyšší třída pohrdala řeckou civilizací, ale respektovala její filozofii. V římské výchově vytvořil nový vzdělávací ideál Cicero. Označil ho jako Humanitas a pojímal věčnost, náboženství, patriotismus, vlastenectví, pokoru a neomezenost. Ve staré Spartě v 7. a 6. stol. př. n. l. naopak vznikla velmi tvrdá forma výchovy, kdy dítě náleželo státu. Spartská výchova se týkala dětí ve věku 7 až 18 let a podíleli se na ní všichni občané.
Po roce 311, kdy byla povolena tolerance křesťanské víry ediktem milánským, vznikaly pro vzdělání řádových mnichů klášterní školy. Ve středověku byli mladí šlechtici vzděláváni spíše výjimečně, čtení a psaní bylo považováno za rytíře nehodné. Lidové masy si osvojovaly spíše lidové zvyklosti a mravy. Světská i církevní feudální vrchnost udržovala podrobené masy v nevědomosti. Karel Veliký od 9. století zakládal školy a díky tomu se v západní Evropě začala formovat scholastika. Ta se pomocí rozumu snaží dosáhnout souladu mezi vědou a vírou. Zahrnuje scholastiku ranou (9. až 12. století; Anselm z Canterbury, Johannes Scotus Eriugena, Pierre Abélard), scholastiku vrcholnou (12. až 14. století; Tomáš Akvinský) a scholastiku pozdní (14. až 16. století). Scholastika i přes své zjevné nedostatky přispěla, spolu s rozvojem politického a hospodářského života, ke vzniku univerzit jako center evropské vzdělanosti.
První univerzity byly založeny ve 12. až 14. století v Boloni, Neapoli, Salamance, Oxfordu, Cambridgi a Paříži. Papež Kliment VI. 26. ledna 1348 povolil zřízení univerzity v Praze. V Německu v období reformace formovali vzdělávání jako snahu o nápravu protestantské školy zejména Luther, Melanchton, Sturm. Na formování vzdělávání na českém území má hlavní podíl zejména mistr Jan Hus, Tomáš ze Štítného, Matěj z Janova, Jan Milíč z Kroměříže, Jeroným Pražský, Petr Chelčický). Další velkou osobností pedagogiky a vzdělávání byl Jan Amos Komenský. U něho také nacházíme první zmínku o školství jako takovém: "Řádný chod školství má zajišťovat promyšlená organizace práce, podrobná evidence a důsledná inspekce škol" a o jeho organizaci tak jak ji dnes známe. Komenský prosazoval přirozenost, názornost a rozvoj osobnosti žáka. Je převratnou osobností ve školství, pedagogice i výchově a vzdělávání. Dále se již historický vývoj školství v jednotlivých zemích vyvíjí samostatně a individuálně. Viz školství v ČR.